# Horst (Vogelsberg)
Der Horst ist eine 553,3 m ü. NHN hohe Erhebung im Vogelsberg, Hessen, Deutschland.
Der Berg liegt zwischen Gunzenau und Nieder-Moos, zwei Ortsteilen von Freiensteinau 4,5 Kilometer nördlich der Kerngemeinde. 1,5 Kilometer westlich des Berges befindet sich der 30 Hektar große Nieder-Mooser Teich.
Auf dem Horst befinden sich drei Funkantennen und ein Friedhof mit Kapelle, zu dem auch eine befestigte und öffentliche Straße von Gunzenau hinaufführt. Nord- und Westhang des Berges sind dicht bewaldet, wohingegen die übrigen Hänge und der etwa 500 m lange Gipfelkamm keinen oder lichten Baumbewuchs aufweisen. Der Horst ermöglicht nach Osten eine Aussicht bis in die Rhön. Im Westen reicht der Blick über die Ober- und Nieder-Mooser Teiche hinweg zur Herchenhainer Höhe und an sehr klaren Tagen bis zum Großen Feldberg im Taunus.

Ausblick nach Osten über Gunzenau zur Rhön
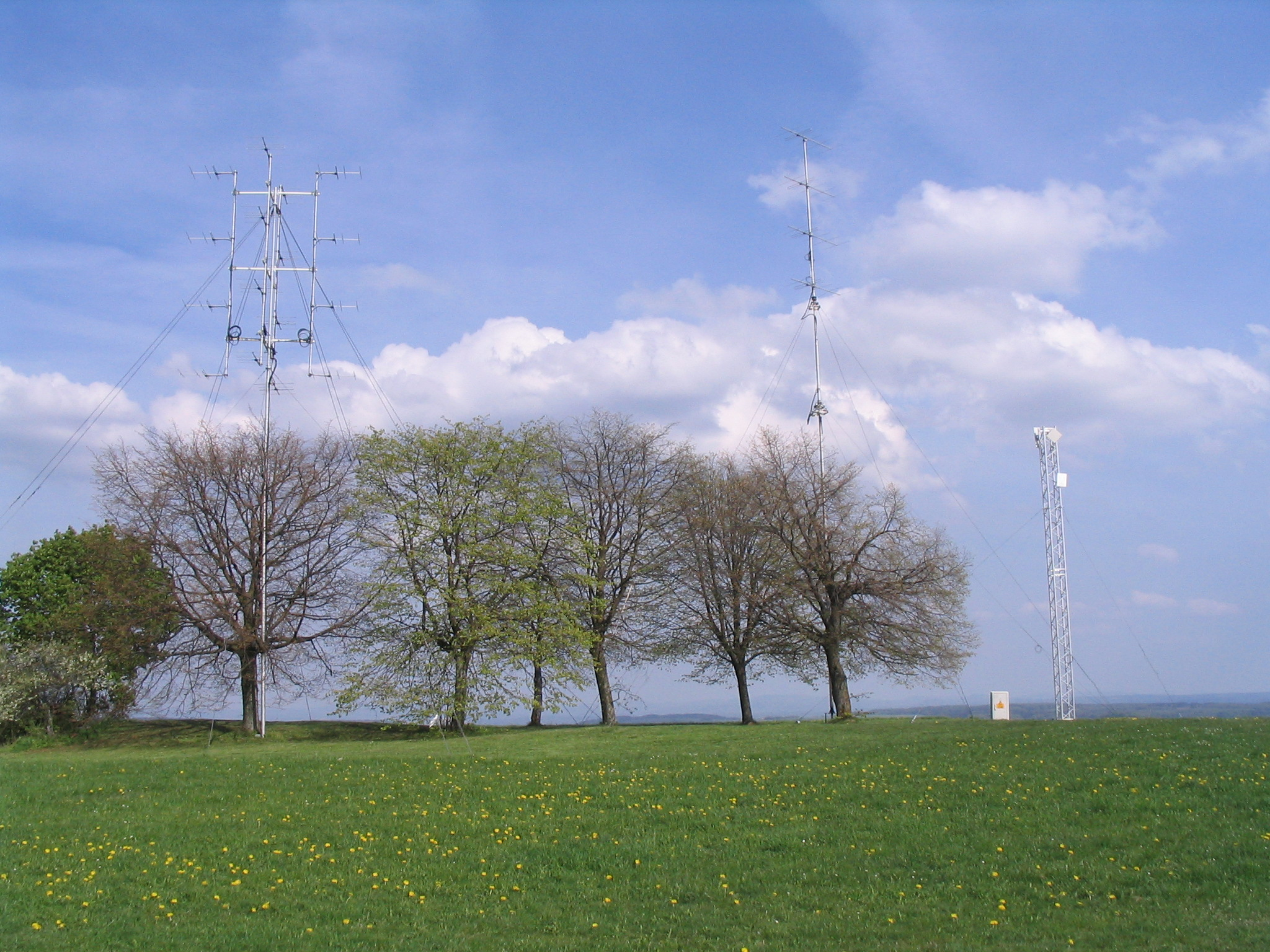
Antennen auf dem Horst im April 2009

## Geologie
Im Bereich des Gipfelkamms treten als Sonderentwicklung der Vogelsberger Basalte recht grobkörnige Gesteine auf, bei denen die einzelnen Mineralphasen bis zu zentimetergroße Körner bilden können, und die in der Literatur meist als "Nephelindolerite" bezeichnet werden. Hierbei zeichnen sich die am Horst auftretenden Gesteine allerdings durch einen – im Vergleich zu anderen Vorkommen – niedrigen Gehalt an Nephelin aus; sie sind dagegen reich an großen Kristallen von Plagioklas. Das grobkörnige Gestein bildet dabei Schlieren innerhalb eines Basalts von normaler Korngröße.